# International Taekwon-Do Federation
L'International Taekwon-Do Federation (ITF), conosciuta anche come korean kickboxing, è un'arte marziale sudcoreana e sport da combattimento in cui l'organizzazione è stata creata direttamente dal codificatore del Taekwon-Do, il Generale Choi Hong Hi.
La federazione fu fondata l'11 aprile 1955 a Seul, in Corea del Sud. Nel 1972 il quartier generale dell'ITF si trasferì a Toronto, Canada, per poi spostarsi nel 1985 a Vienna, Austria. La ITF esiste per promuovere e sviluppare l'arte marziale coreana del Taekwon-Do. Dopo che il Governo sud-coreano abbandonò la ITF, venne costituita la World Taekwondo Federation che continuò la missione di globalizzazione del Taekwon-Do.
Il 15 giugno 2002, dopo la morte di Choi Hong Hi, il primo presidente a succedergli è stato Russell McClellan. Il 5 settembre 2023 è stato eletto presidente il Grand Master Paul Weiler per il quinquennio 2023-2027. È il suo secondo mandato.

## Cinture e gradi
|  | Grade Level | Description                                                         |
|  | ----------- | ------------------------------------------------------------------- |
|  | 10th kup    | Bianca                                                              |
|  | 9th kup     | Bianca superiore                                                    |
|  | 8th kup     | Gialla                                                              |
|  | 7th kup     | Gialla superiore                                                    |
|  | 6th kup     | Verde                                                               |
|  | 5th kup     | Verde superiore                                                     |
|  | 4th kup     | Blu                                                                 |
|  | 3rd kup     | Blu superiore                                                       |
|  | 2nd kup     | Rossa                                                               |
|  | 1st kup     | Rossa superiore                                                     |
|  | I dan       | Nera                                                                |
|  | II dan      | Assistente Istruttore (deve rimanere II dan per almeno 2 anni)      |
|  | III dan     | Assistente Istruttore (deve rimanere III dan per almeno 3 anni)     |
|  | IV dan      | Istruttore (deve rimanere IV dan per almeno 4 anni)                 |
|  | V dan       | Istruttore (deve rimanere V dan per almeno 5 anni)                  |
|  | VI dan      | Istruttore (deve rimanere VI dan per almeno 6 anni)                 |
|  | VII dan     | Master Istruttore (deve rimanere VII dan per almeno 7 anni)         |
|  | VIII dan    | Senior Master Istruttore (deve rimanere VIII dan per almeno 8 anni) |
|  | IX dan      | Grand Master                                                        |

### Promozione a cintura nera
Fino a 7º dan, tutti i gradi richiedono che lo studente dia dimostrazione di tutte le competenze e conoscenze relative al proprio grado per poter essere promossi.  I gradi superiori al 7° dan possono essere assegnati con il consenso del comitato di promozione senza che sia necessaria alcuna prova fisica; in seguito alla natura e alle responsabilità di un maestro non più incentrato sullo sviluppo psicofisico degli allievi. Tuttavia, se il destinatario lo desidera, può essere effettuata una dimostrazione. Il 9º Dan (il massimo), può essere solamente assegnato quando il comitato speciale esamina e raggiunge un consenso unanime.
Alcune associazioni nazionali, come la Nazionale Taekwon-Do di Norvegia, adottano tempi di allenamento più lunghi nei gradi di cintura nera.

## Competizioni
Le competizioni del Taekwon-Do ITF sono molto simili alla kickboxing, gli atleti combattono con tecniche di calci e pugni su un tappeto 8×8.

## Terminologia
- Dojang: palestra
- Dobok: uniforme
- Gieja: allievo
- Sabunim: maestro
- Baro Jirugi: pugno della gamba posteriore
- Bandae Jirugi: pugno della gamba anteriore
- Ap Chagi: calcio frontale
- Miro Chagi: calcio frontale a spinta
- Yop Chagi: calcio laterale
- Dollyo Chagi: calcio circolare
- Bandal Chagi: calcio circolare stretto
- Jiko Chagi: calcio ad ascia
- Mom Dollyo Chagi: calcio a giro